# Somalia na Letnich Igrzyskach Olimpijskich 2024
Somalia na Letnich Igrzyskach Olimpijskich 2024 – występ kadry sportowców reprezentujących Somalię na igrzyskach olimpijskich, które odbyły się w Paryżu we Francji, w dniach 26 lipca – 11 sierpnia 2024.
Reprezentacja Somalii liczyła jednego zawodnika – mężczyznę.
Był to jedenasty start Somalii na letnich igrzyskach olimpijskich.

## Reprezentanci

### Lekkoatletyka
| Zawodnik        | Konkurencja       | Runda 1  | Runda 1 | Runda 2  | Runda 2 | Półfinał | Półfinał | Finał    | Finał   | Źródło |
| Zawodnik        | Konkurencja       | Rezultat | Pozycja | Rezultat | Pozycja | Rezultat | Pozycja  | Rezultat | Pozycja | Źródło |
| --------------- | ----------------- | -------- | ------- | -------- | ------- | -------- | -------- | -------- | ------- | ------ |
| Ali Idow Hassan | bieg na 800 m (m) | 1:48.72  | 48. R   | DNS      | DNS     | NQ       | NQ       | NQ       | NQ      | [ 1 ]  |